# Juan Fuse
Juan Fuse, född 21 februari 1905, död 31 oktober 1984, var en argentinsk friidrottare. Han deltog vid olympiska sommarspelen 1948.